# Zygina lunaris
Zygina lunaris är en insektsart som först beskrevs av Étienne Mulsant och Claudius Rey 1855.  Zygina lunaris ingår i släktet Zygina och familjen dvärgstritar. Inga underarter finns listade i Catalogue of Life.